# Svetlana Grankovskaya
Svetlana Grankovskaya (também soletrado Svetlana Grankovskaia; nascida em 22 de fevereiro de 1976) é uma ciclista de pista ucraniana, e quatro vezes campeã mundial. Apesar de ter nascida na Ucrânia, país independente desde 1991, ela tem representado Rússia no Campeonato Mundial, Jogos Olímpicos e eventos da Copa do Mundo.
Grankovskaya perdeu a medalha de bronze nos Jogos Olímpicos de Verão de 2004, perdendo a corrida de velocidade na final contra a australiana Anna Meares.